# Тойокава Юта
Юта Тойокава (яп. 豊川雄太, нар. 9 вересня 1994, Кумамото) — японський футболіст, нападник клубу «Ейпен».

## Ігрова кар'єра
У дорослому футболі дебютував 2013 року виступами за команду «Касіма Антлерс», в якій провів три сезони, взявши участь у 23 матчах Джей-ліги. Втім так і не ставши основним гравцем, на початку 2016 року був відданий в оренду в клуб другого дивізіону «Фаджіано Окаяма», де провів наступні два роки і більшість часу був основним гравцем атакувальної ланки команди.
У січні 2018 року перейшов у бельгійський «Ейпен». Станом на 14 серпня 2018 року відіграв за команду з Ейпена 15 матчів в національному чемпіонаті.

## Збірна
Виступав за молодіжну збірну Японії до 23 років, у складі якої став переможцем молодіжного чемпіонату Азії 2016 року.

## Титули і досягнення
- Володар Кубка Джей-ліги: 2015
- Володар Кубка банку Суруга: 2013

Збірні
- Чемпіон Азії (U-23): 2016